# Аурипігмент
Аурипігме́нт (лат. aurum — золото, лат. pigmentum — фарба) — мінерал класу сульфідів.

## Склад і властивості
Хімічна формула: As2S3. Домішки: Co, Ni, Zn, W, Mg, Cu, Ca, Ti, Ga, Na та інш.
Сингонія моноклінна.
Форма виділень: радіально-променисті зростки з гребінчастою поверхнею, а також сфероліти, щільна або землиста маса, нальоти, кірки. Кристали рідкісні.
Колір від цитриново- і золотисто-жовтого до оранжево-жовтого.
Густина 3,5.
Твердість 1,5—2.
Діамагнітний аурипігмент — типовий мінерал арсенових і стибій-ртутних родовищ. Низькотемпературний гідротермальний матеріал — продукт перетворення інш. арсенових матеріалів, особливо реальгару. Відомий також як продукт фумарол і гарячих джерел. Міститься разом з антимонітом, реальгаром, самородним арсеном, кальцитом, баритом, гіпсом. Руда арсену.

### Кристалічна структура
Кристалічна структура шарувата, побудована з складних гофрованих шарів, утворених зчепленими групами AsS3.

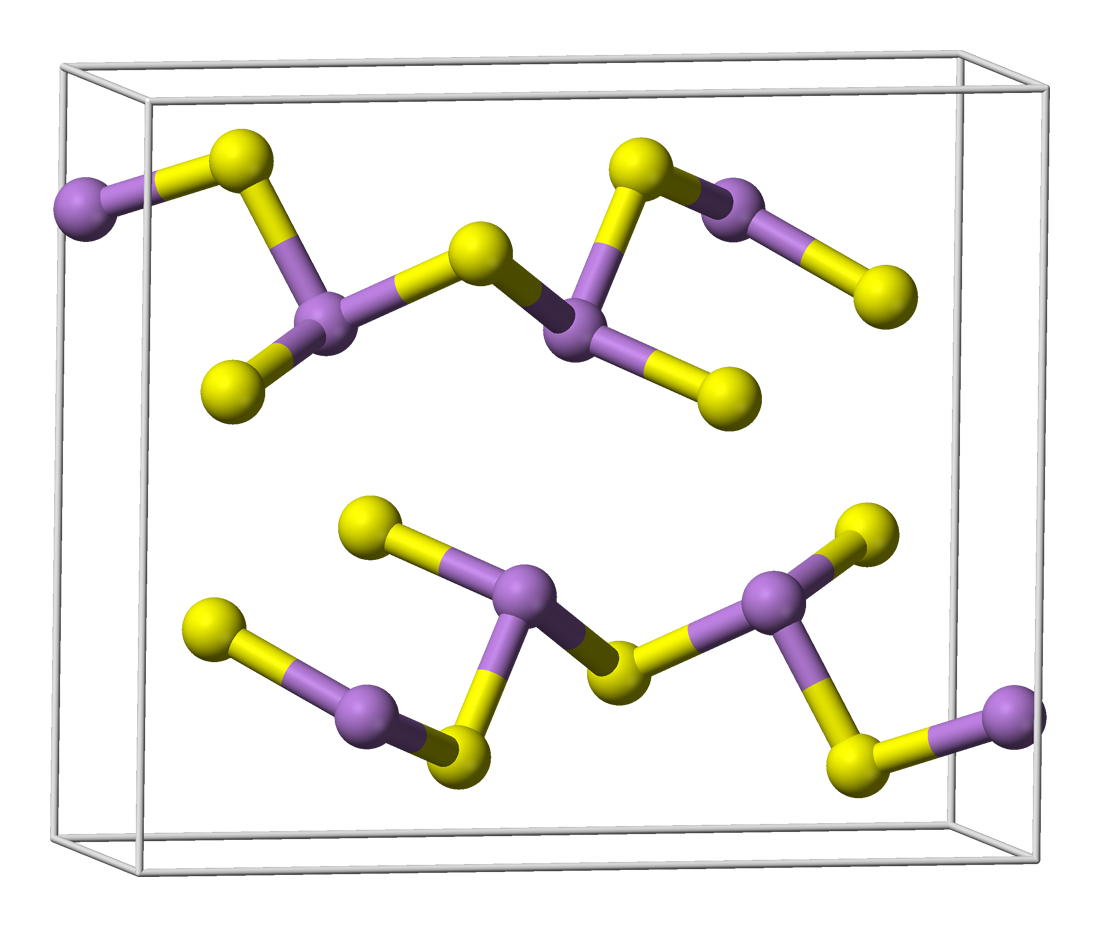
Елементарна комірка аурипігменту
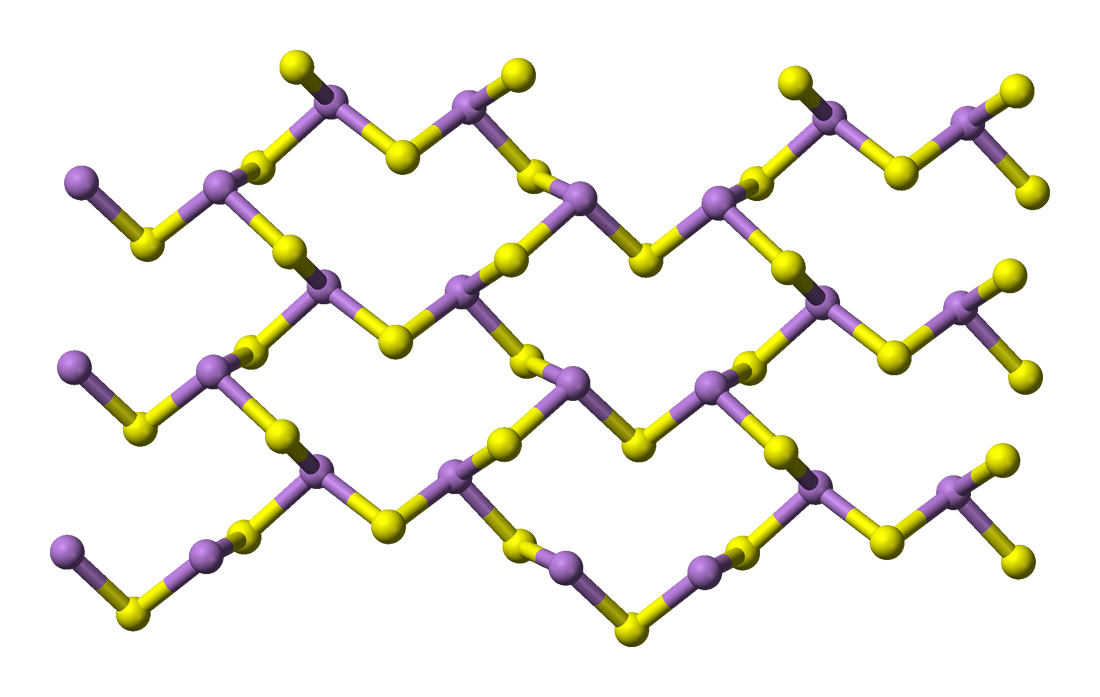
Кристалічна структура аурипігменту складається з "листів"
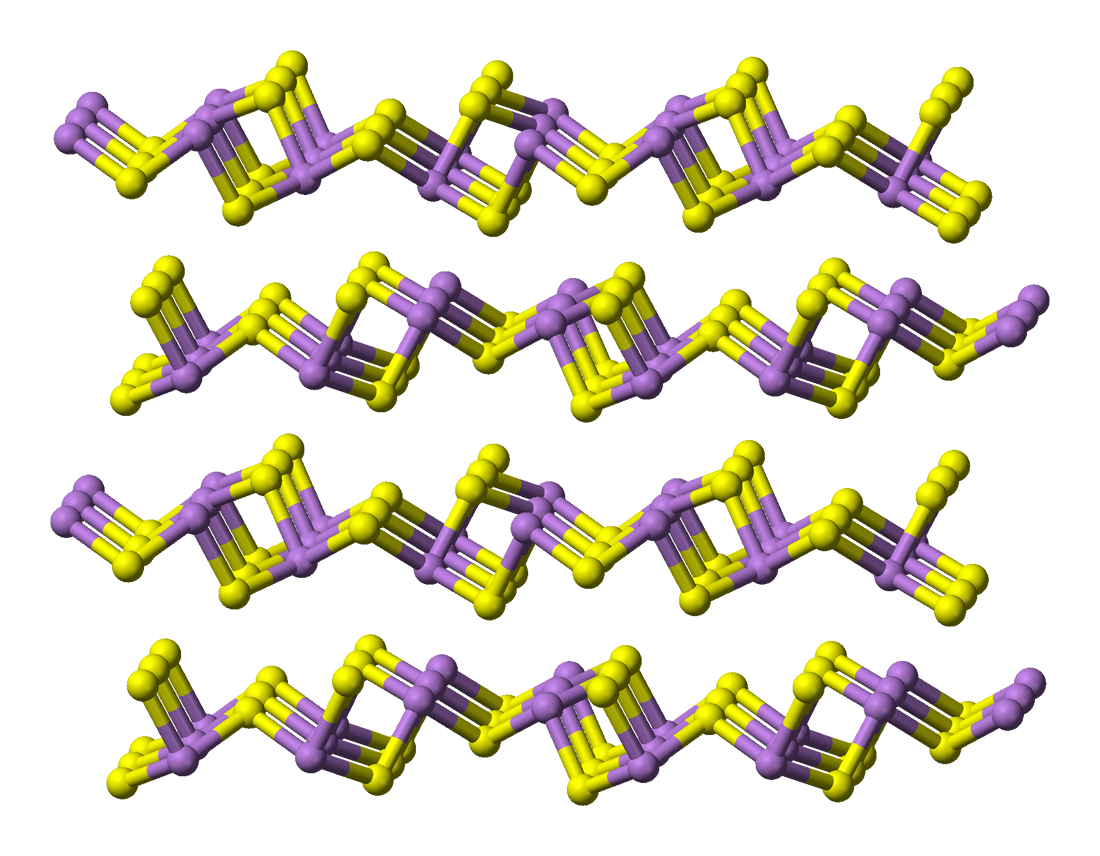
Листи упаковуються в шари

## Поширення
Великі родовища аурипігменту відомі в Македонії і Ірані (Курдистан), Хайдаркані (Киргизстан). В Україні є на Закарпатті.

## Різновиди
- аурипігмент червоний — те ж саме, що й реальгар.[5]